# Comice agricole
Pour les articles homonymes, voir comice.
 (août 2016).
Si vous disposez d'ouvrages ou d'articles de référence ou si vous connaissez des sites web de qualité traitant du thème abordé ici, merci de compléter l'article en donnant les références utiles à sa vérifiabilité et en les liant à la section « Notes et références ».

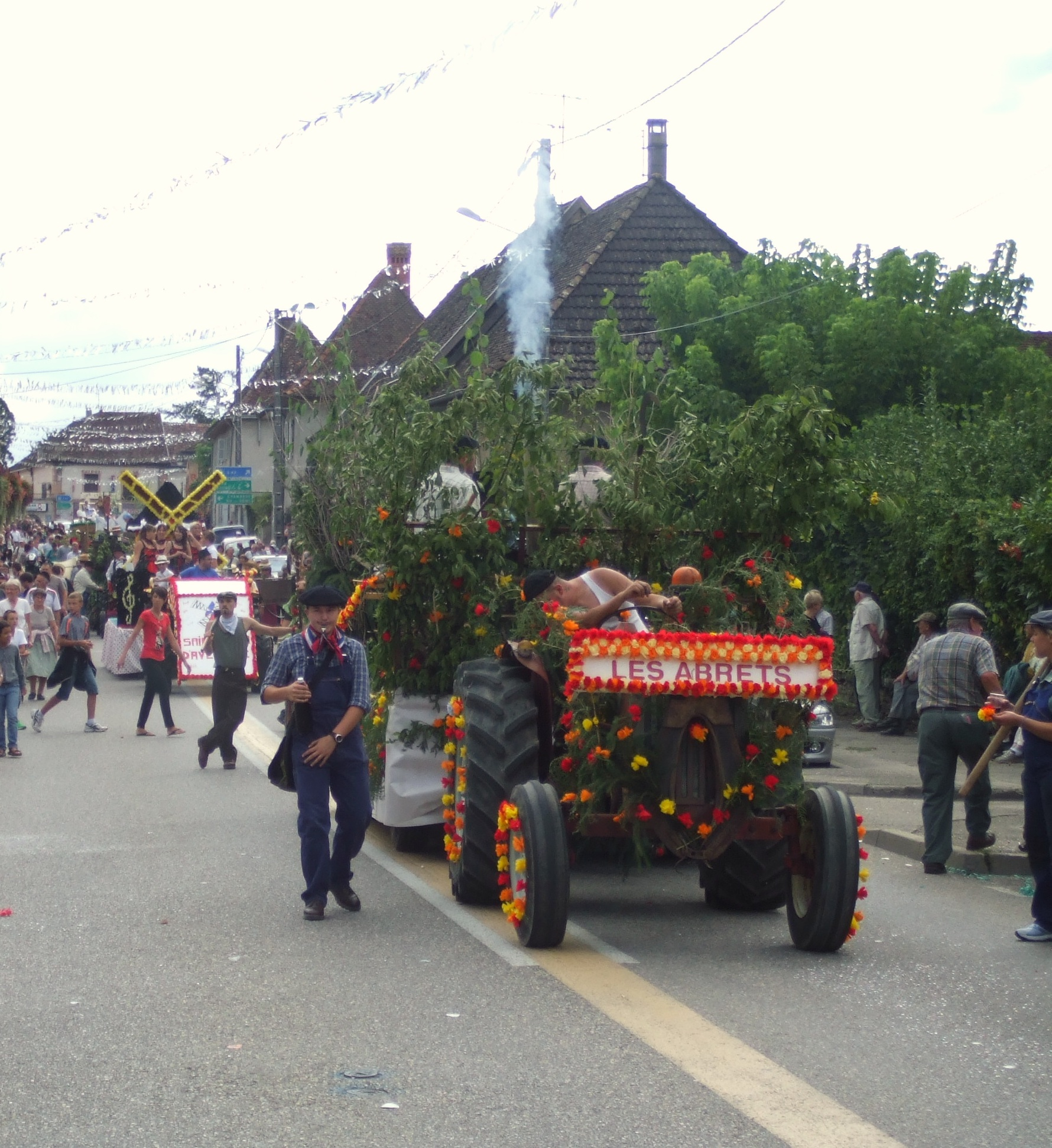
Corso fleuri traversant la ville d'Aoste (Isère) en septembre 2012. Une des activités festives du comice agricole du canton de Pont-de-Beauvoisin tournant annuellement entre ses 14 communes.

Un comice agricole (ou de préférence au pluriel comices agricoles) est une assemblée formée par les propriétaires et les fermiers d'une région pour échanger les expériences de chacun afin d'améliorer les procédés agricoles et, à l'occasion de cette manifestation ouverte au public, de la rendre festive par différentes animations : corso fleuri, élection de la reine du comice et de ses dauphines, concours de labour, défilés divers mécaniques (voitures anciennes, matériels agricoles).

## Les origines des comices agricoles

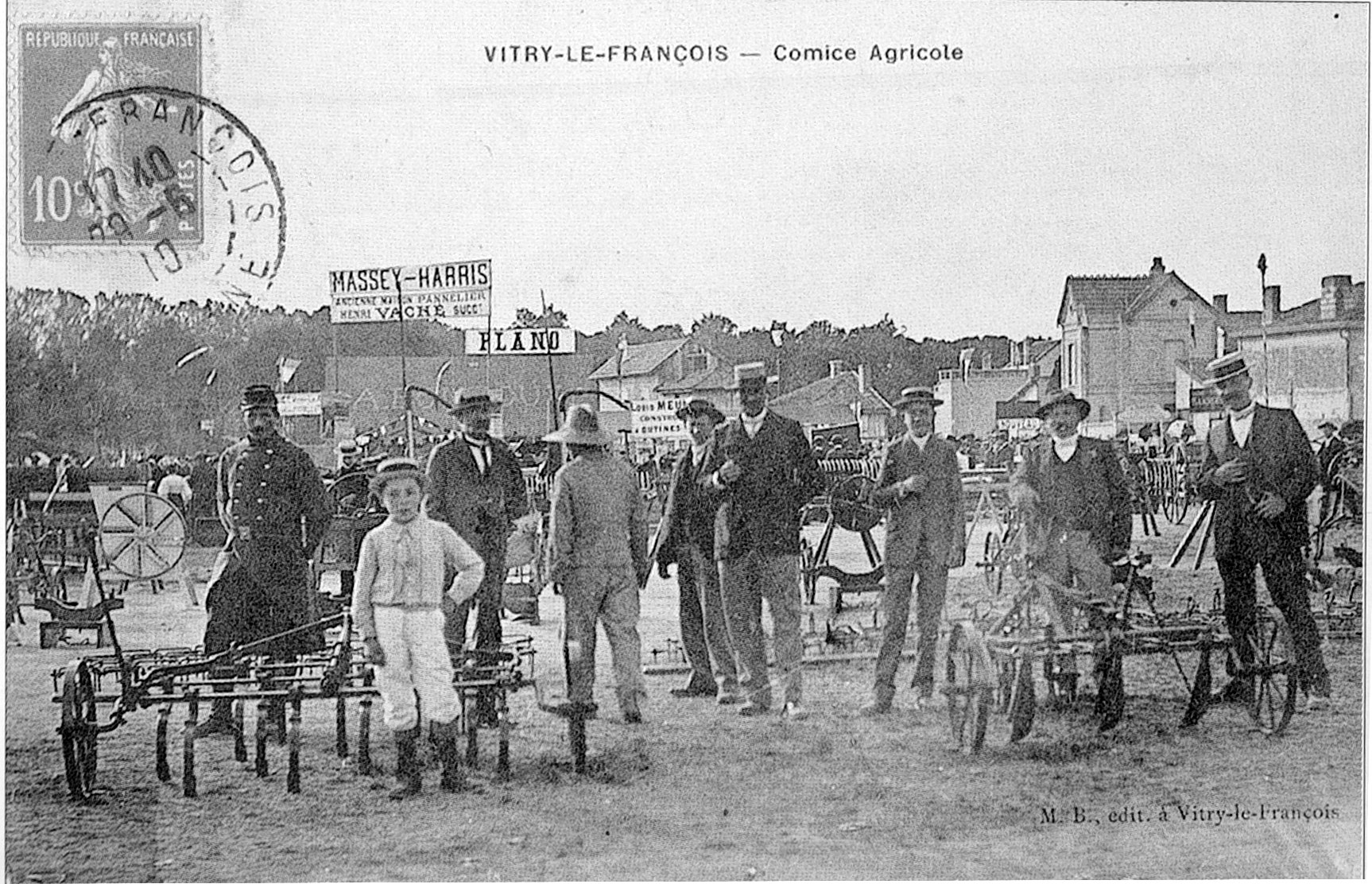
En 1910 à Vitry-le-François.

Déjà, avant la Révolution française, il existait ce que l’on appelait des « Sociétés d’Agriculture, des Sciences, des Arts et Belles Lettres » qui permettaient aux plus érudits de se regrouper afin d’échanger et faire fructifier les idées.
C’est ainsi qu’en 1764, André Guillaume Nicolas de France de Vaugency écrivit un Mémoire sur la culture du sain-foin, et ses avantages dans la haute Champagne.
En 1784, un gros effort fut fait en faveur des paysans victimes des inondations et dans la société agreste, idéalisée par la philosophie de Jean-Jacques Rousseau, l’agriculture se retrouva pour ainsi dire sur un piédestal.
En 1788, l’on créa un grand prix dont le roi Louis XVI en personne fit une remise officielle au lauréat. Ce fut à cette époque que s’organisèrent les premiers comices agricoles dans la généralité de Paris. Mais les hommes instruits, ceux qui commençaient à venir à la terre, furent bien vite préoccupés par la constante progression de la misère dans les campagnes et exaltés par la propagation des idées nouvelles et progressistes.
La Révolution survint, les Comices agricoles furent supprimés en 1793, à cette époque où tout rassemblement, qu’il fût corporatiste ou non, pouvait apparaître comme suspect.
Sous le Directoire, un homme s’attacha particulièrement à l’avenir et au développement de l’agriculture en France. Il s’agit de François de Neufchâteau. Il fut un des premiers de ceux que l’on pourrait appeler « agrairiens ». Ce bourgeois à l’esprit novateur œuvra pour faire renaître les Sociétés d’Agriculture et fit en sorte que celles-ci deviennent de réels moteurs d’innovations et de performances. De fait, elles furent incontestablement instigatrices des progrès enregistrés à cette époque.
Maurice Agulhon a parfaitement retranscrit l’état d’esprit « post-révolutionnaire » qui pouvait prévaloir dans ces dernières années du XVIIIe siècle : « Lorsqu’en effet, dans les cortèges des fêtes officielles, les chars porteurs de symboles ou de groupes allégoriques sont traînés par des bœufs (aux cornes dorées) et décorés de branchages verts, c’est le monde des champs qu’évoque invinciblement l’ensemble de la mise en scène. Et à plus forte raison, quand le cortège des « laboureurs », la bêche ou la houe sur l’épaule, suit le cortège des Gardes Nationaux en armes, puis, finalement, vient se mêler à lui pour l’échange symbolique de l’outil et du fusil. Cette valorisation de l’agriculture est donc bien loin de se réduire à la simple incitation à travailler et à produire. Elle relève aussi de l’expression d’un civisme tout imprégné de réminiscences romaines dans lesquelles le citoyen et l’homme d’État sont à la fois soldat et paysan ».
Le Directoire laissa la place au Consulat qui, lui-même s’estompa devant un nouvel ordre, l’Empire. Il y eut alors plus besoin de fusils que de houes et les préoccupations de l’agriculture furent reléguées à des places subalternes. Autrement dit, Napoléon Ier fut plus préoccupé par ses campagnes que par la campagne.
En 1815, Louis de Lorgeril organise un comice agricole à Plesder, en Ille-et-Vilaine, qui est souvent considéré comme le premier comice agricole de France.

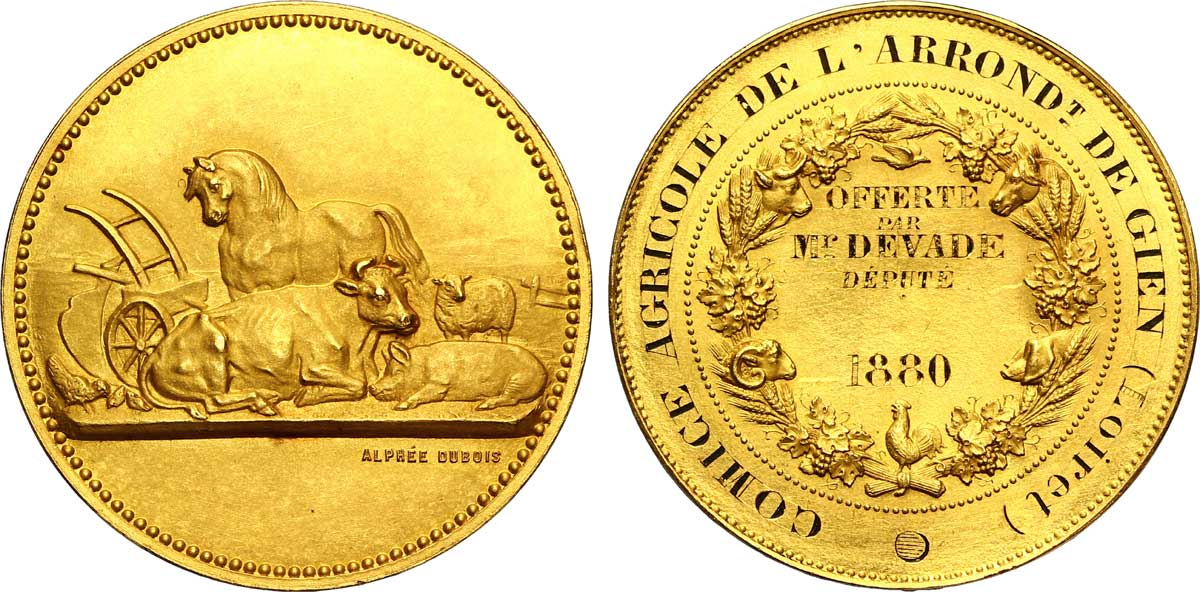
Jeton du Comice agricole de l'arrondissement de Gien, or frappé en 1880.
Description avers : Les animaux de la ferme (le cochon, le bœuf, le cheval et le mouton), une charrue sur un terrain extérieur.
Description revers : Au centre, légende en cinq lignes inscrite dans une couronne de branches, d’épis, de fruit, d’animaux de la ferme (coq, cochon, cheval, colombe, bœuf, bélier).

Le 27 décembre 1819, le duc Élie Decazes envoya à tous les préfets de France une circulaire numérotée « 115 », qui était accompagnée d’une petite brochure réalisée par J.B Huzard Fils médecin vétérinaire, correspondant de la Société royale et centrale d’agriculture qui avait pour intitulé : « Des Assemblées agricoles en Angleterre ».
Cette étude voulait démontrer l’utilité des concours qui étaient organisés outre-Manche dans tous les chefs-lieux des Comtés et détaillait les modalités de fonctionnement de ces associations.
Le duc Decazes, ministre de l’Intérieur de Louis XVIII, insista sur la nécessité de reproduire ce modèle anglais : « Il m’a semblé que si de pareilles institutions pouvaient s’acclimater dans un État aussi avantageusement situé que la France, notre agriculture en retirerait des fruits précieux. Nos cultivateurs, mettant en commun leurs connaissances pratiques et leur expérience, seraient mieux appréciés et s’attacheraient davantage à leur état. (…) Tout ce qui sert à la nourriture de l’homme, se perfectionnerait en qualité et s’accroîtrait en quantité. Nos marchés s’approvisionneraient mieux et plus abondamment et un surcroît d’aisance générale serait un des résultats heureux des associations agricoles que nous aurions eu le bon esprit d’emprunter à nos voisins ».
Quelques mois plus tard, le 22 mai 1820, une nouvelle circulaire no 35, émanant cette fois-ci du Bureau des défrichements, fut signée par le ministre secrétaire d’État de l’Intérieur. De fait, M Siméon s’adressait à tous les membres correspondants du Conseil d’agriculture afin de susciter une véritable réflexion pour la future mise en place des Comices : « Il importe beaucoup de connaître la nature des productions rurales et l’espèce d’animaux qu’on présenterait au comice, le genre d’encouragement que le gouvernement pourrait accorder, le lieu où se tiendrait l’assemblée et les époques de la réunion ».
Il fallut toutefois attendre 1830 pour voir véritablement refleurir ici et là en France, les Sociétés d’Agriculture. Gabriel Désert et Robert Specklin y ont vu là une manière utilisée par les nobles et les notables légitimistes pour refuser le nouveau régime, à la suite de la Révolution de Juillet autrement appelée les « Trois Glorieuses ».
Ce retour à la terre permit à ces « gentlemen-farmers » de s’effacer de la vie politique parisienne et en même temps, de mieux se consacrer à faire fructifier et mettre en valeur leurs biens fonciers. Une nouvelle façon de concevoir la culture était désormais intégrée dans l’esprit des propriétaires terriens.
Ce phénomène que l’on a appelé un temps « agromanie » développait une vision plus performante et plus capitaliste de la production agricole. Ainsi, à partir de 1830, le règne de Louis-Philippe représenta un véritable tournant pour l’agriculture française. Dans ce contexte, les premiers « concours de charrues » furent organisés et l’on nomma des inspecteurs Généraux de l’agriculture. Les premières fermes modèles firent leur apparition à cette même époque.
Le 31 mai 1833, le règlement destiné à créer les comices agricoles fut promulgué.
La circulaire no 26, envoyée par le ministre de l’Intérieur aux préfets le 24 juin 1836, servit en quelque sorte de rappel à ceux qui étaient en retard dans ce véritable plan d’émancipation de l’agriculture nationale.
Aujourd’hui, l’on parlerait sans doute de « schémas national de développement rural » ou bien quelque chose de ce genre. « Tout retard ne pouvant en effet que gêner les progrès de ces institutions auxquelles le gouvernement doit protection et encouragements », précisait le ministre qui priait expressément les représentants de l’État de faire preuve de plus grande persuasion auprès des milieux agricoles.
Il semble que le premier comice agricole qui eut lieu en France, fut organisé dans le département de la Nièvre.
Le principe de cette grande manifestation rurale avait été initié par André Dupin, éminent juriste, député de l’arrondissement de Clamecy et président de la Chambre des députés sous Louis-Philippe. Le 9 juin 1839, dans la salle des Adjudications de la ville de Clamecy, une Société avait été créée, à laquelle on avait donné le nom de « Comice d’arrondissement de Clamecy ». Il s’agissait « d’instaurer de fréquents et intimes rapports entre les propriétaires et les cultivateurs et dans le même temps, de stimuler le rôle de tous ceux qui se livraient à l’agriculture et à l’élevage, en encourageant et en propageant le perfectionnement des instruments aratoires et les meilleures méthodes d’assolement, de mettre en commun et répandre le plus possible les connaissances acquises sur l’amélioration des races de bestiaux au moyen d’un croisement bien combiné ». La volonté de ces pères fondateurs fut exaucée puisqu’elle aboutit sans conteste à la création de la race charolaise. La date du premier concours fut ainsi fixée au dimanche 1er septembre 1839.

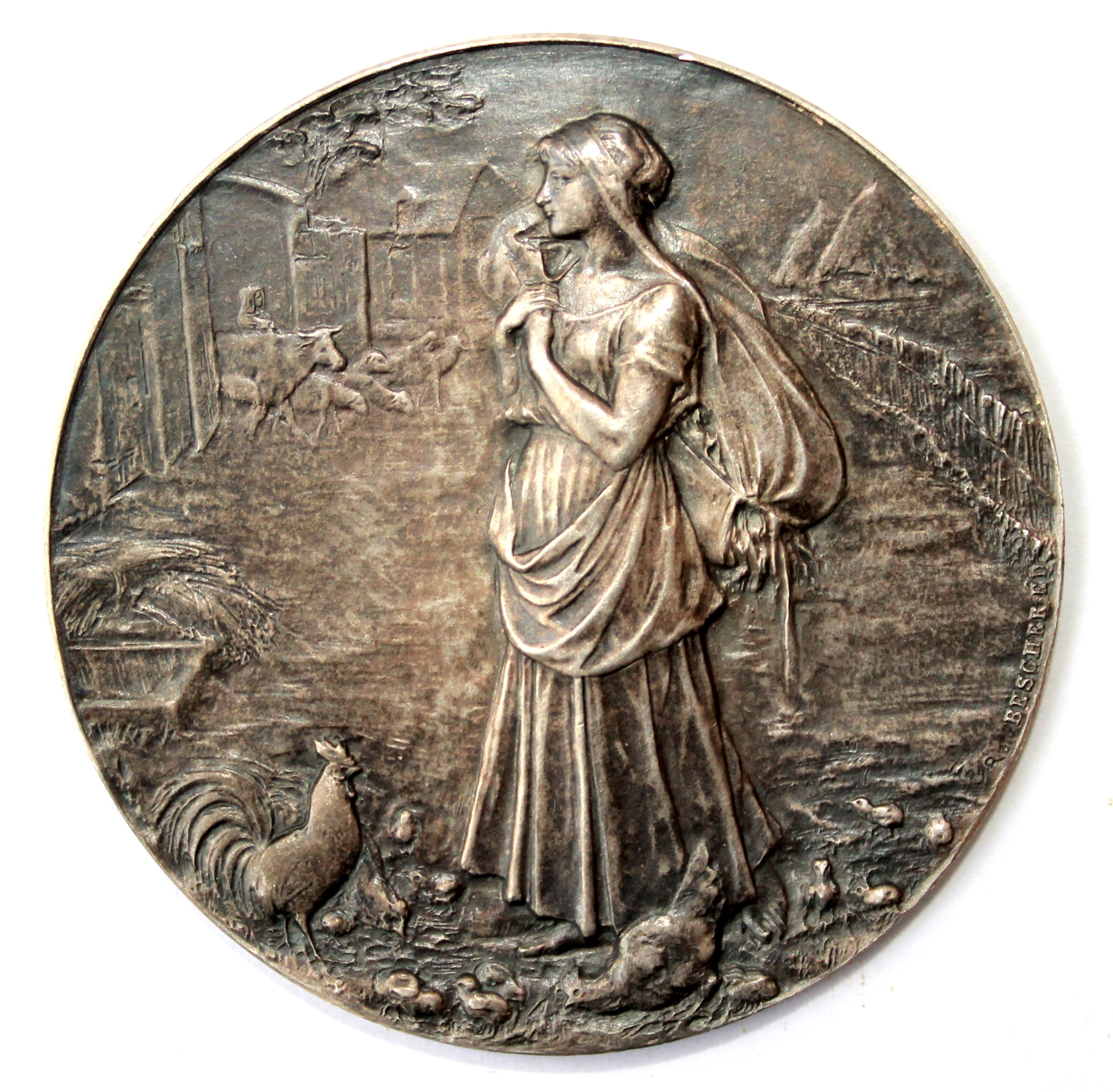
Médaille de Comice agricole 1888 par Oscar Roty.

La Seconde République, par ses lois des 25 février, 10 mars, 20 mars et 25 mars 1851, dota encore mieux ces associations d’une existence légale. Elle leur donna même la possibilité d’élire des membres des chambres d'agriculture. Tout juste un an plus tard, le décret du 25 mars 1852 leur retira cette attribution. Il est vrai qu’entre-temps, le 2 décembre 1851, le coup d’État de Napoléon III était passé par là…
Quoi qu’il en soit, l’habitude était prise et ce n’est pas sans quelque fébrilité, mais avec un réel bonheur, que les travailleurs de la terre se mirent à conduire veaux, vaches, cochons, au chef-lieu de canton où les semi-citadins les attendaient en pavoisant les rues.
Il revenait aux populations des campagnes dont personne n’aurait osé contester l’intense activité et le travail incessant, de célébrer l’Agriculture et de décerner les justes récompenses à ceux qui s’étaient signalés à la fois par l’intelligence et l’opiniâtreté de leur labeur. N’était-il pas vrai que durant de longs siècles, les gens de la terre avaient été autant ignorés qu’inconsidérés [référence?]? Si leurs misérables conditions de vie étaient notoires, personne ne cherchait pour autant à compatir sur leur pénible existence.
Le principe de ces rencontres avait été conçu sous la Restauration, il se concrétisa véritablement sous le Second Empire et pourtant, il préfigurait déjà les grandes fêtes républicaines.

## Les comices dans la littérature
Gustave Flaubert, dans Madame Bovary, place la scène de déclaration de Rodolphe Boulanger à Emma Bovary pendant des comices agricoles. Le chapitre joue sur l'alternance entre la déclamation des prix et les chuchotements émus de Rodolphe.